# Monastero di Haghartsin
Il monastero di Haghartsin (Հաղարծին) è un monastero armeno situato presso la città di Dilijan nella provincia di Tavowš. Costruito tra il X e il XIII secolo, è composto da tre chiese: San Gregorio (la più antica), Santo Stefano e San Astvatsatsin (Santa Maria, la più grande), oltre che di un gavit e di un refettorio.

## Storia
Si ritiene che il monastero fosse stato fondato nel X secolo, anche se non si conosce la data esatta. Secondo alcuni, i re della dinastia Kiurikia, un ramo dei Bagratidi, sono sepolti nel sepolcro parzialmente distrutto vicino alla Chiesa di San Gregorio, che contiene due tombe (delle tre iniziali) con iscrizioni parzialmente leggibili. Altri ritengono che vi siano invece sepolti i re bragatidi Smbat II e Gagik I, anche se lo storico nativo Stepanos Asoghik afferma che Smbat fosse sepolto ad Ani.
Il monastero fu quasi interamente distrutto dai turchi selgiuchidi nell'XI secolo, ma fu poi interamente rinovato dai principi zakaridi Zakare II e Ivane I dal 1184; in quel tempo, fu costruita la chiesa di San Gregorio (Surb Grigor) e venne anche aggiunto un gavit sul lato occidentale.

### Stato attuale
Nel 2011, il monastero è stato posto sotto restauro dall'Armenia Fund tramite una donazione di Sultan III bin Muhammad al-Qasimi, emiro di Sharjah. Oggi il complesso è raggiungibile tramite una strada asfaltata, con un grande parcheggio, un negozio di souvenir, una panetteria e altri servizi.

## Descrizione

### Chiesa di Santa Maria o San Astvatsatsin
Costruita nel 1281, la chiesa di Santa Maria è il più grande edificio del complesso monastico. La cupola a 16 facce è decorata con archi, le cui basi delle colonne sono collegate da sporgenze triangolari e sfere, con una fascia attorno al fondo del tamburo; ciò aumenta l'altezza ottica della cupola e crea l'impressione che il suo tamburo sia senza peso. La fascia piatta dell'architrave del portale meridionale è incorniciata da file di trifogli.
Il gruppo sculturale della facciata esterna della chiesa differisce in composizione con i bassorilievi a Sanahin, Haghpat e Harich, molto simili: qui, sono mostrati due uomini vestiti da monaci che puntalo con le mani a un modello di una chiesa e la figura di una colomba con le ali semi-aperte in mezzo ai due. La copertura a ombrello della cupola del modello mostra l'aspetto originale della cupola della chiesa di Astvatsatsin. Le figure sono mostrate con abiti diversi: quella in piedi a destra è vestita in modo più sontuoso di quella in piedi a sinistra. Anche i volti, con i loro lunghi baffi, le barbe pettinate e i grandi occhi a mandorla, sono eseguiti in modi diversi. Questi sono probabilmente i fondatori della chiesa, il Padre Superiore e il suo assistente.
Fuori dalla porta meridionale si trova un khachkar scolpito da un artista chiamato Poghos nel XII secolo.
Il gavir della chiesa di Sant'Astvatsatsin è gravemente danneggiata, con le mura completamente distrutte.

### Chiesa di San Gregorio
La struttura più antica del complesso, probabilmente datata X secolo, la chiesa di San Gregorio (Surb Grigor) è accessibile tramite il suo gavit, più largo della chiesa stessa. La chiesa possiede una cupola dal tamburo ottagonale, e contenteva una scuola di musica sacra.
Il gavit che porta alla chiesa di San Gregorio è datato XII secolo, ed è un edificio quadrato con il soffitto sorretto da quattro sostegni, e con tende ottaedriche tozze sopra le sezioni centrali. Inoltre, possiede sezioni angolari decorate con rosette, e che contengono sculture di figure umane in abiti da monaci che portano croci, bastoni e uccelli. La cornice della finestra centrale del gavit della chiesa, a forma di croce e collocata proprio sopra il portale dell'ingresso principale, enfantizza la parte centrale della facciata.

### Chiesa di Santo Stefano
L'edificio più piccolo del complesso, la chiesa di Santo Stefano, è datato 1244.

### Sepolcro
Vicino al muro meridionale del gavit della chiesa di San Gregorio, si trova un sepolcro reale. Tra il 1865 e il 1895, l'abate locale abbatté i muri del sepolcro e utilizzò le pietre per altre strutture, sebbene i muri di fondazione rimangano tuttora. Delle tre lapidi iniziali, ne sopravvivono due con iscrizioni parzialmente leggibili: dalle iscrizioni sulle lapidi, si presume che vi siano sepolti due re della dinastia Kiurikia, un ramo dei Bagratide, nello specifico Smbat II e Gagik I, sebbene lo storico Stepanos Asoghik affermi che Smbat fosse sepolto ad Ani.

### Refettorio
Edificato dall'architetto Minas nel 1248, il refettorio di Haghartsin è diviso tramite pilastri in due parti a pianta quadrata coperte da archi intersecati, e possiede grandi tavoli e sedie in tronchi di legno, dove si svolgono i ricevimenti dopo i matrimoni o i battesimi che avvengono al monastero.
Le pareti del refettorio sono rivestite di panche in pietra e sul muro di cinta occidentale, accanto alla porta, c'è un ampio arco dove passano numerosi pellegrini. La decorazione è concentrata solo nelle sezioni centrali del tetto, vicino alle principali aperture di illuminazione. La transizione del rettangolo della loro base all'ottagono della sommità è decorata con trifogli e quadrifogli. I bassi pilastri determinano la dimensione degli archi allungati, e le forme architettoniche proportionalmente decrescenti creano l'impressione di ariosità e spazio.

## Galleria d'immagini

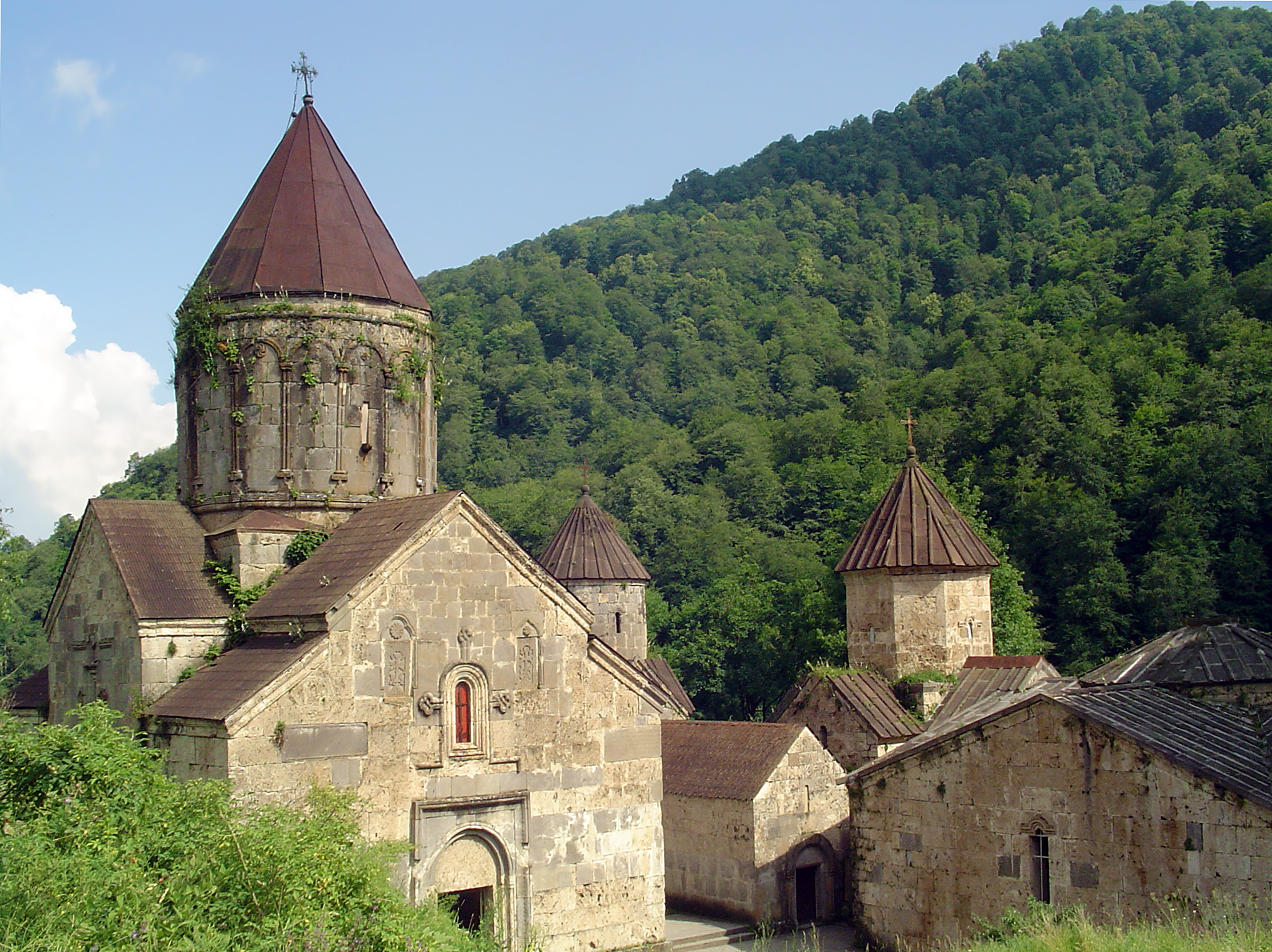
Il complesso monastico di Haghartsin a luglio 2007, prima del restauro
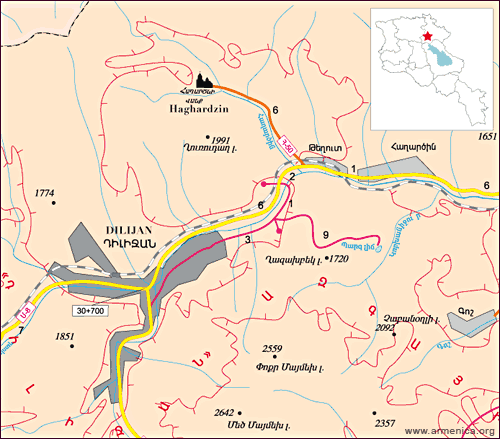
Posizione del Monastero di Haghartsin vicino a Dilijan
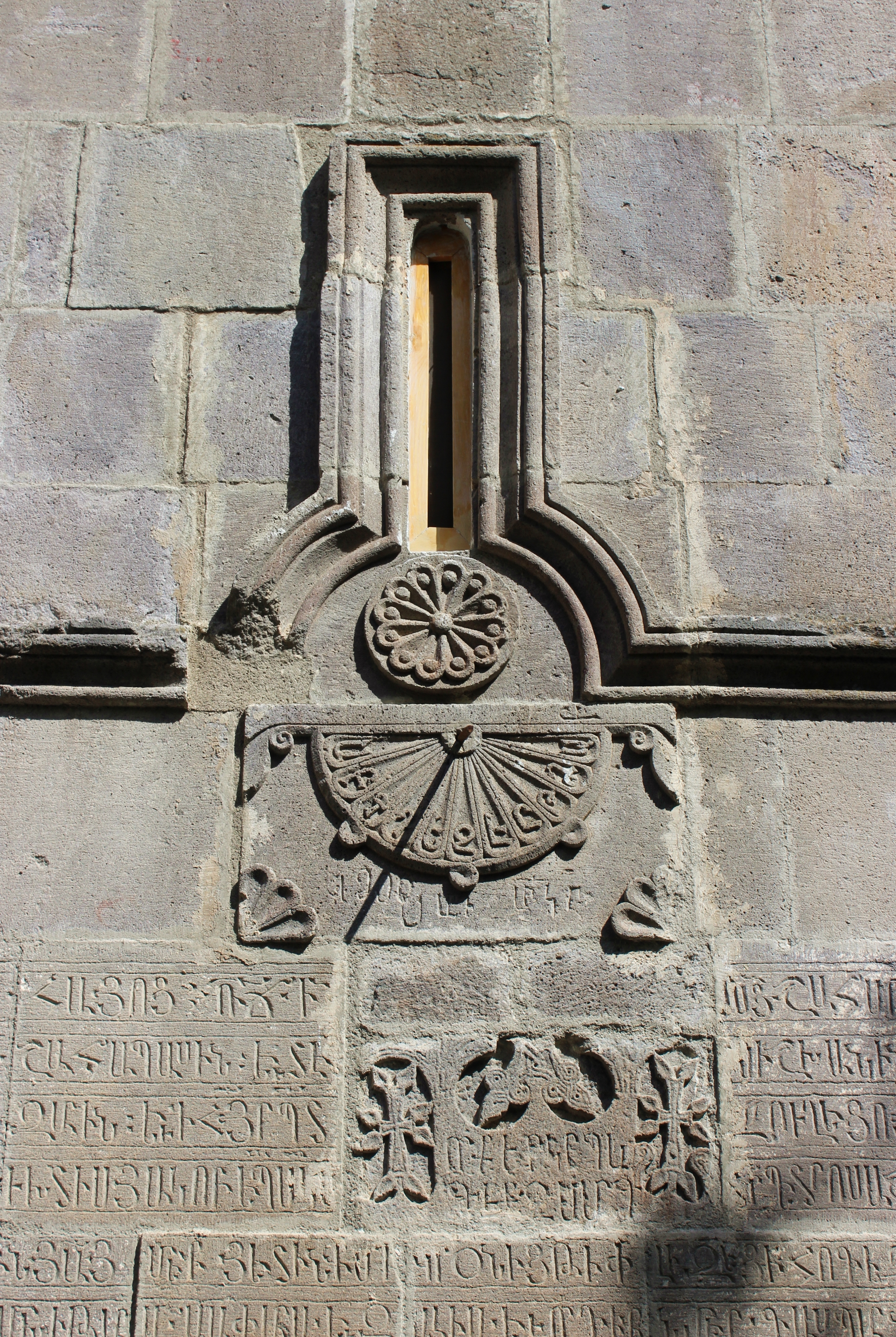
Sculture esterne e meridiana nella chiesa di Santo Stefano
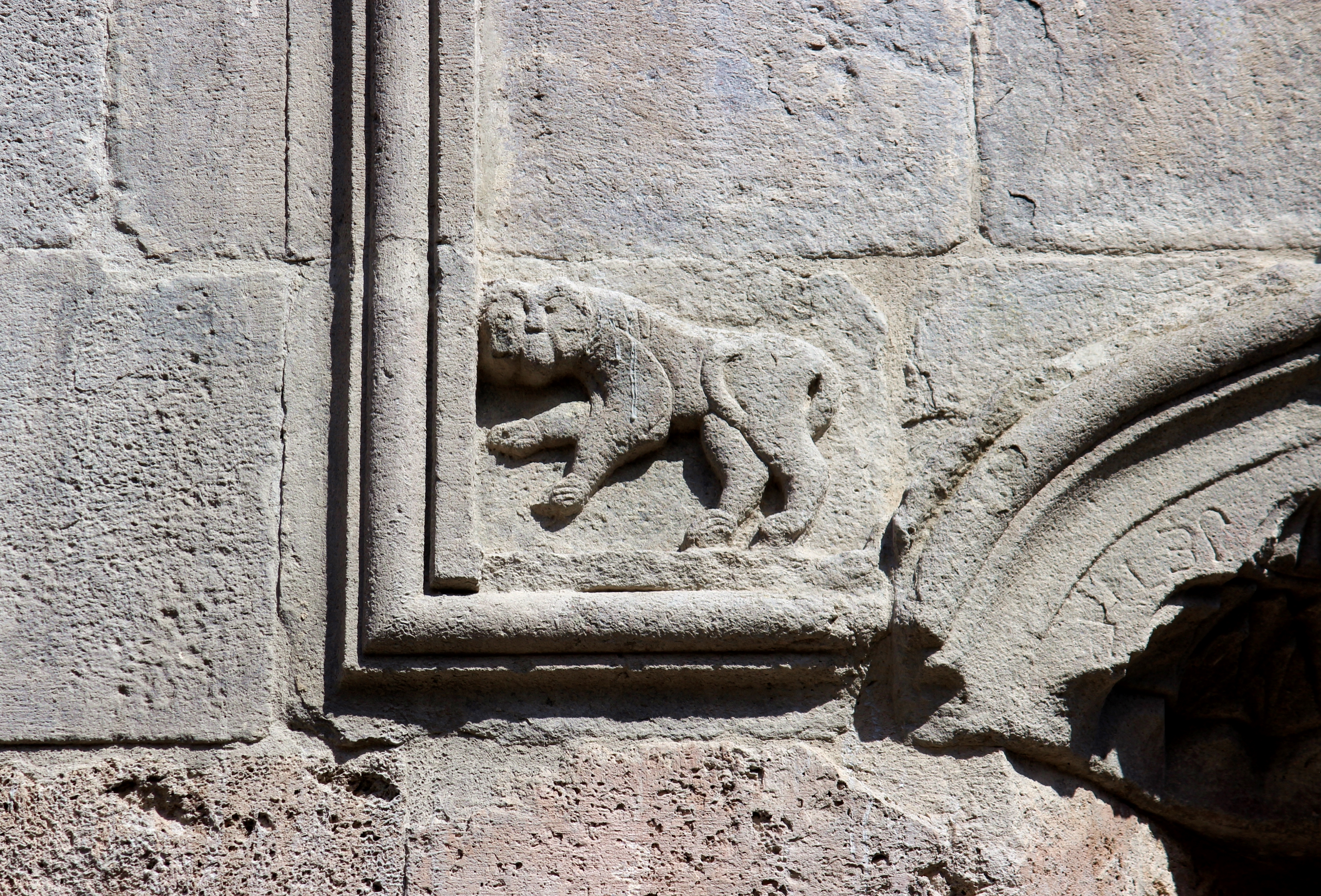
Bassorilievo di un leone (simbolo della dinastia bagratide) sul muro esterno della Chiesa di Santo Stefano
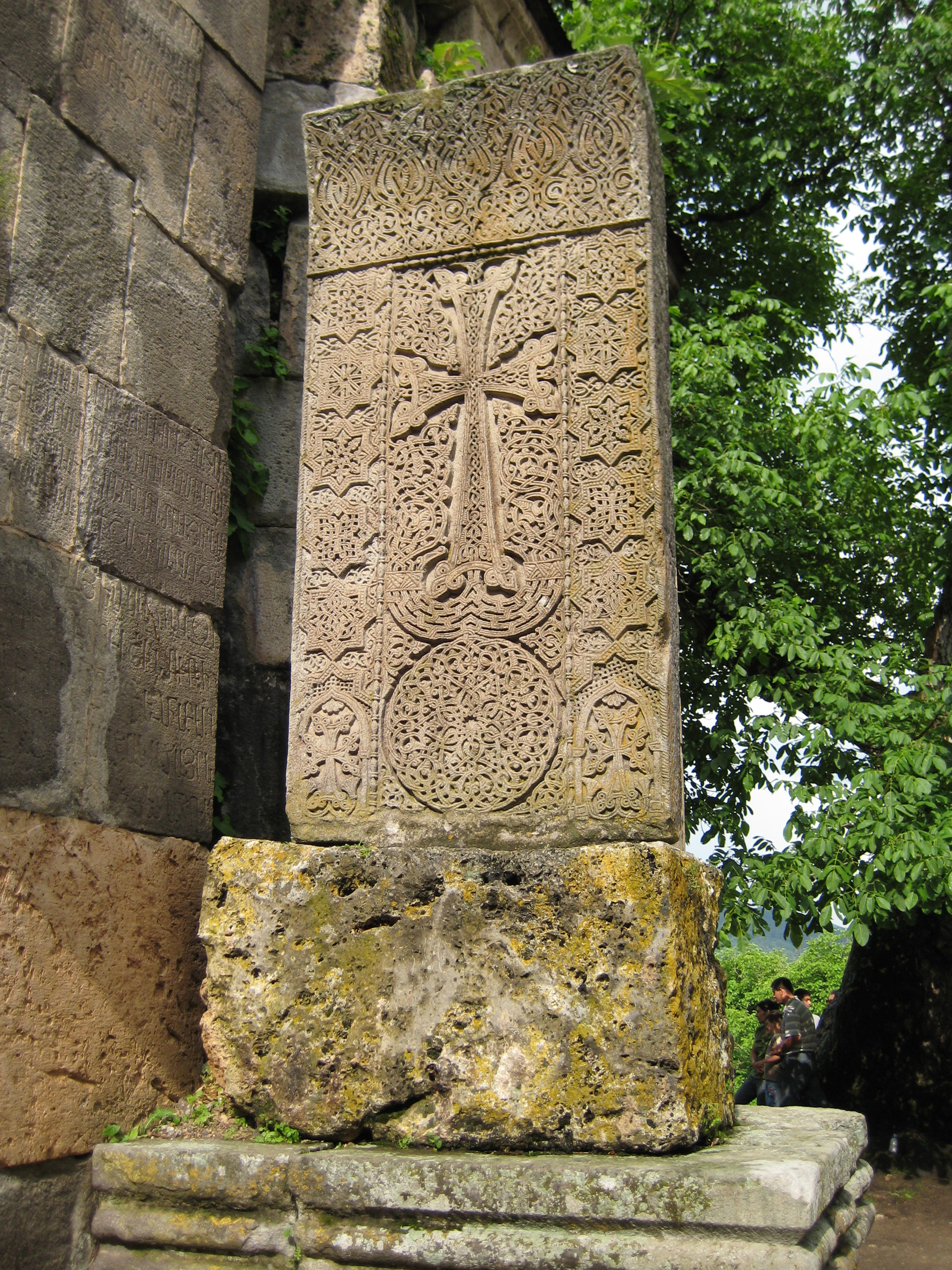
Khachkar di Poghos (XIII secolo) vicino alla porta meridionale della chiesa
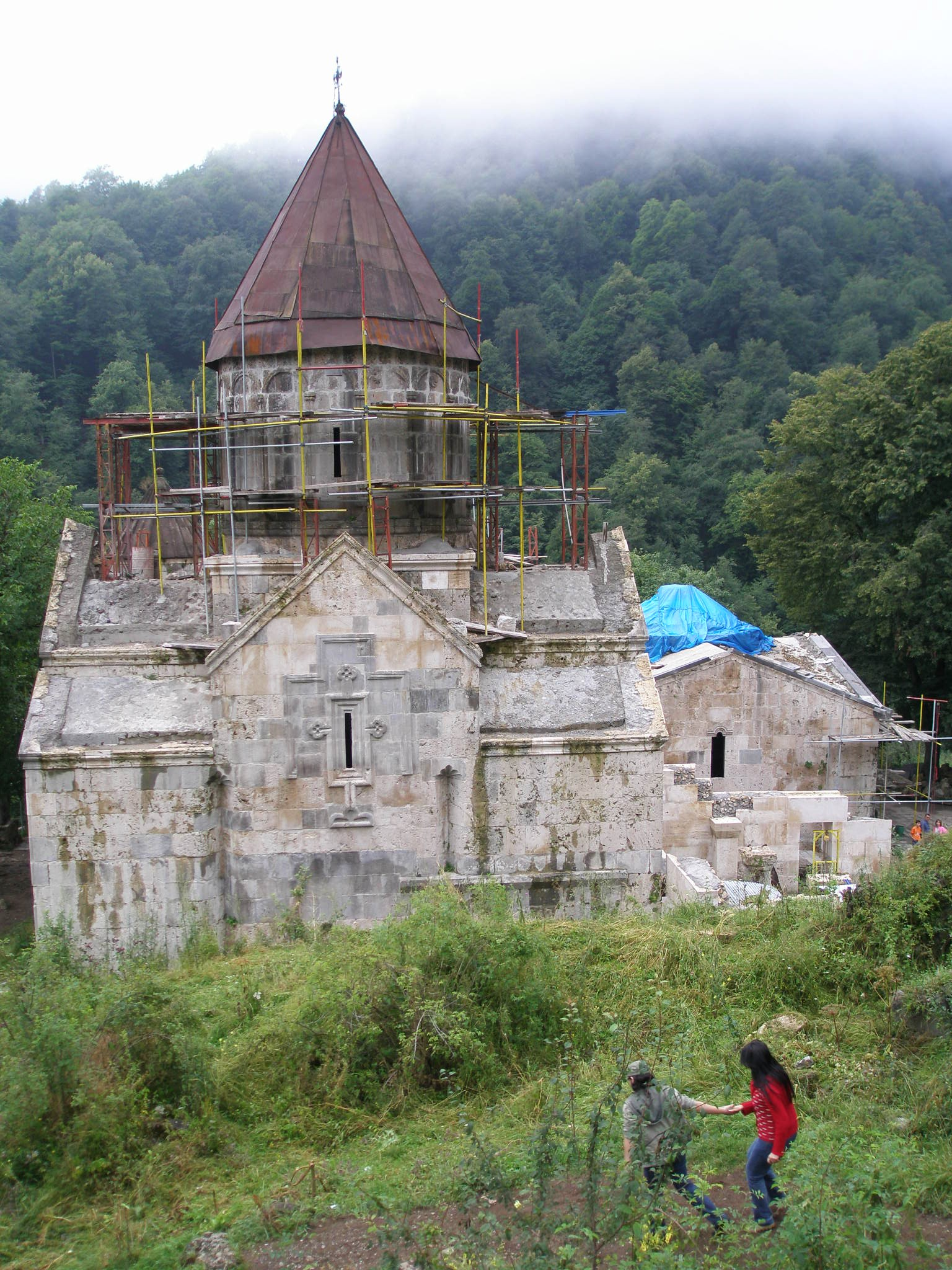
Monastero di Haghartsin durante il restauro (agosto 2009)
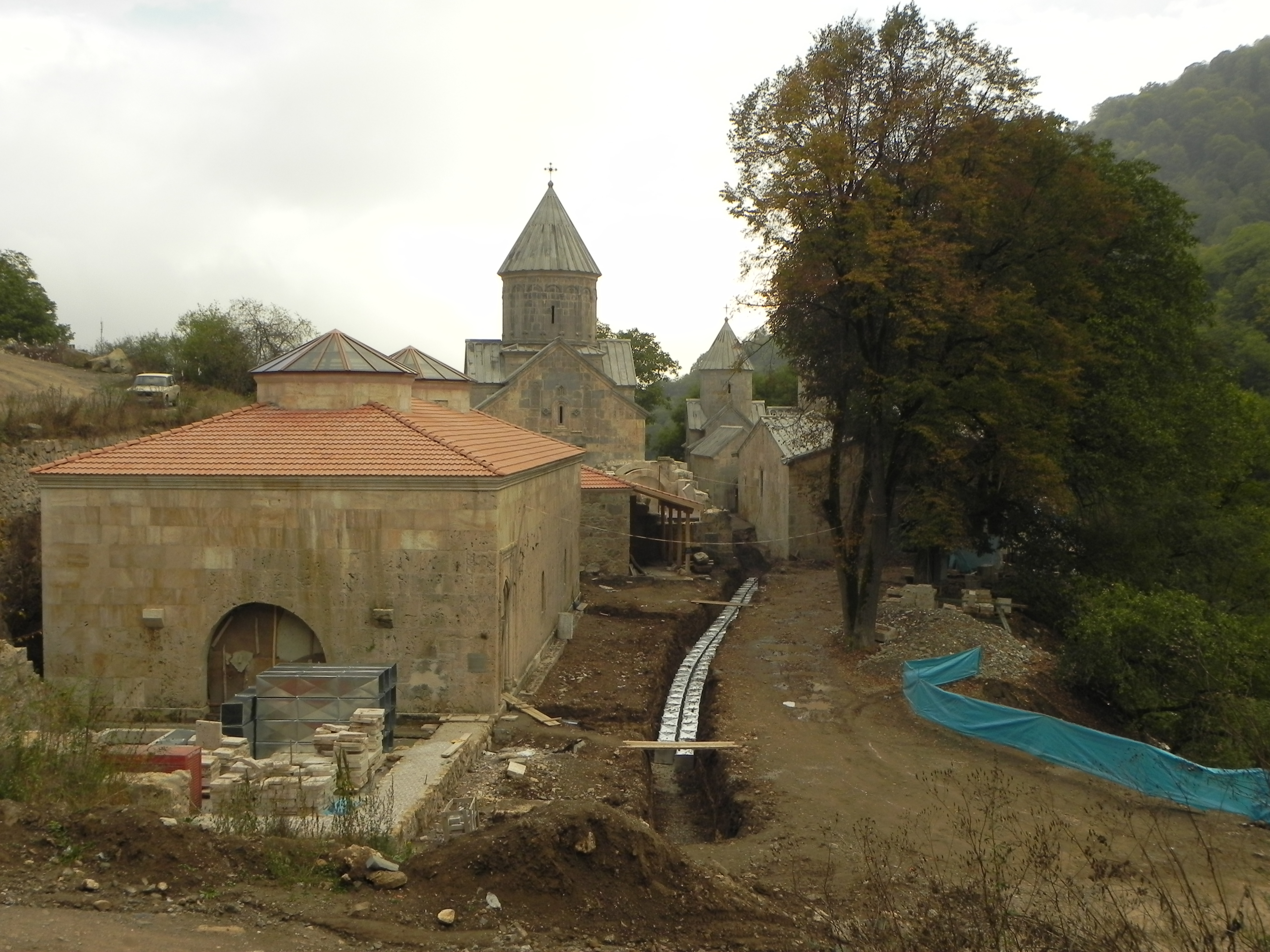
Monastero di Haghartsin durante il restauro (settembre 2010)
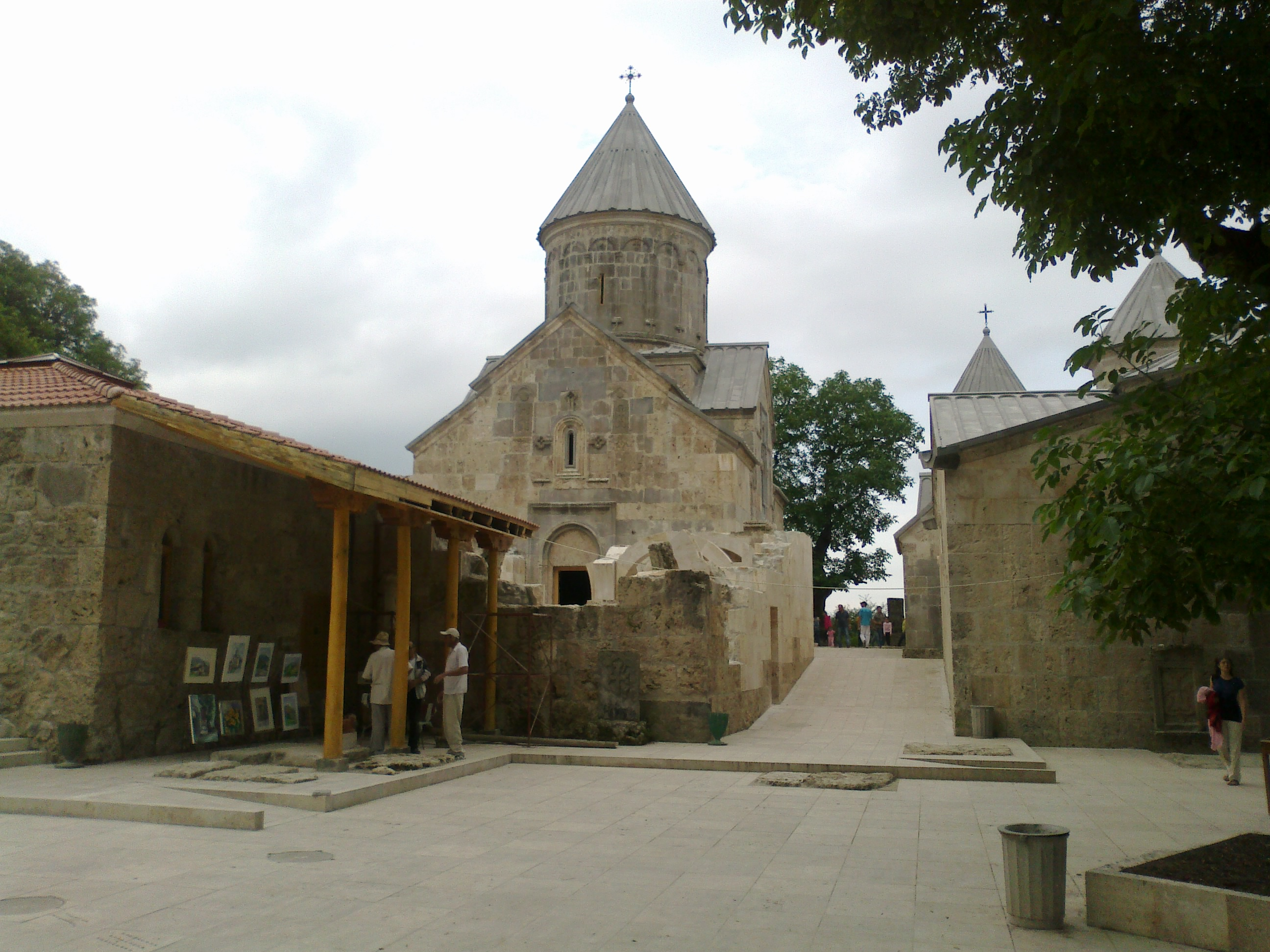
Monastero di Haghartsin alla fine del processo di restauro (agosto 2011)
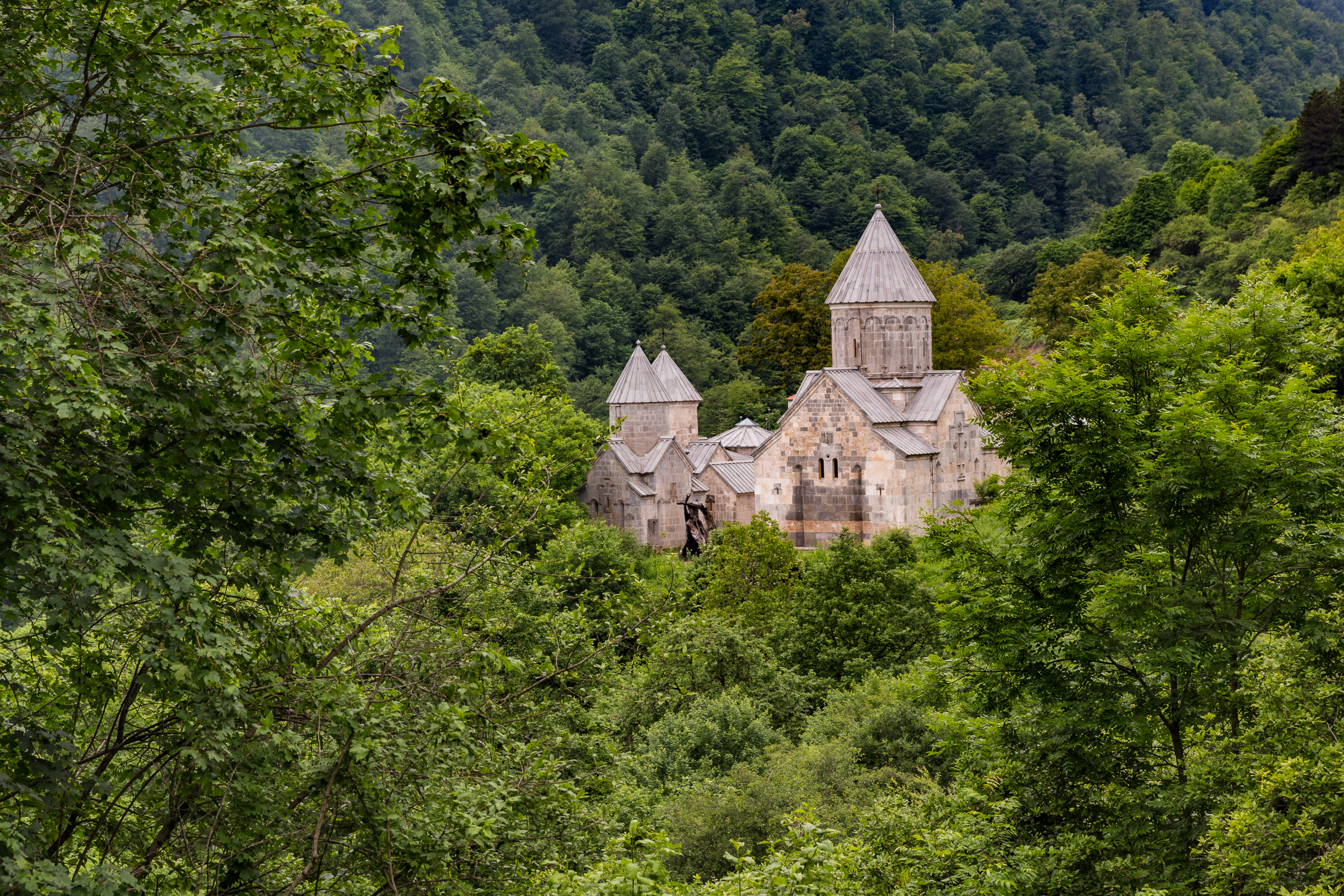
Monastero di Haghartsin
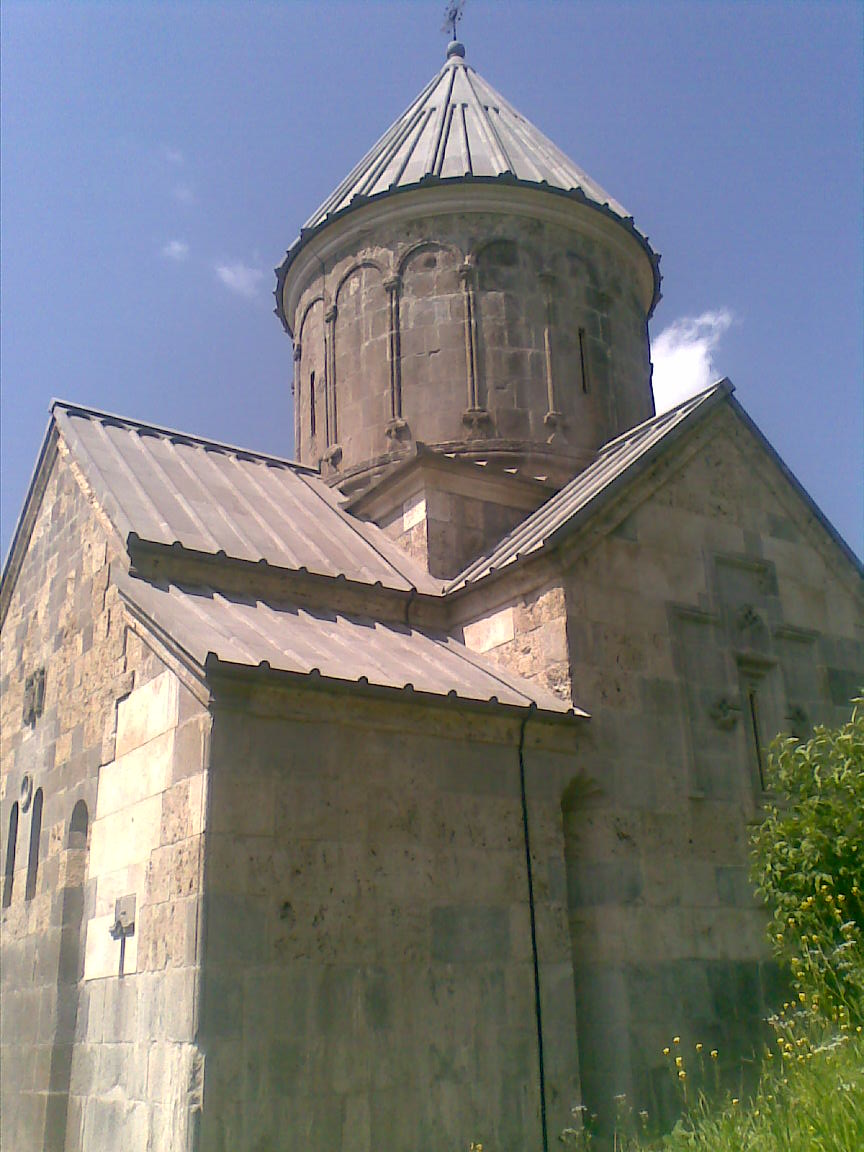
Esterno della Chiesa di Santa Maria
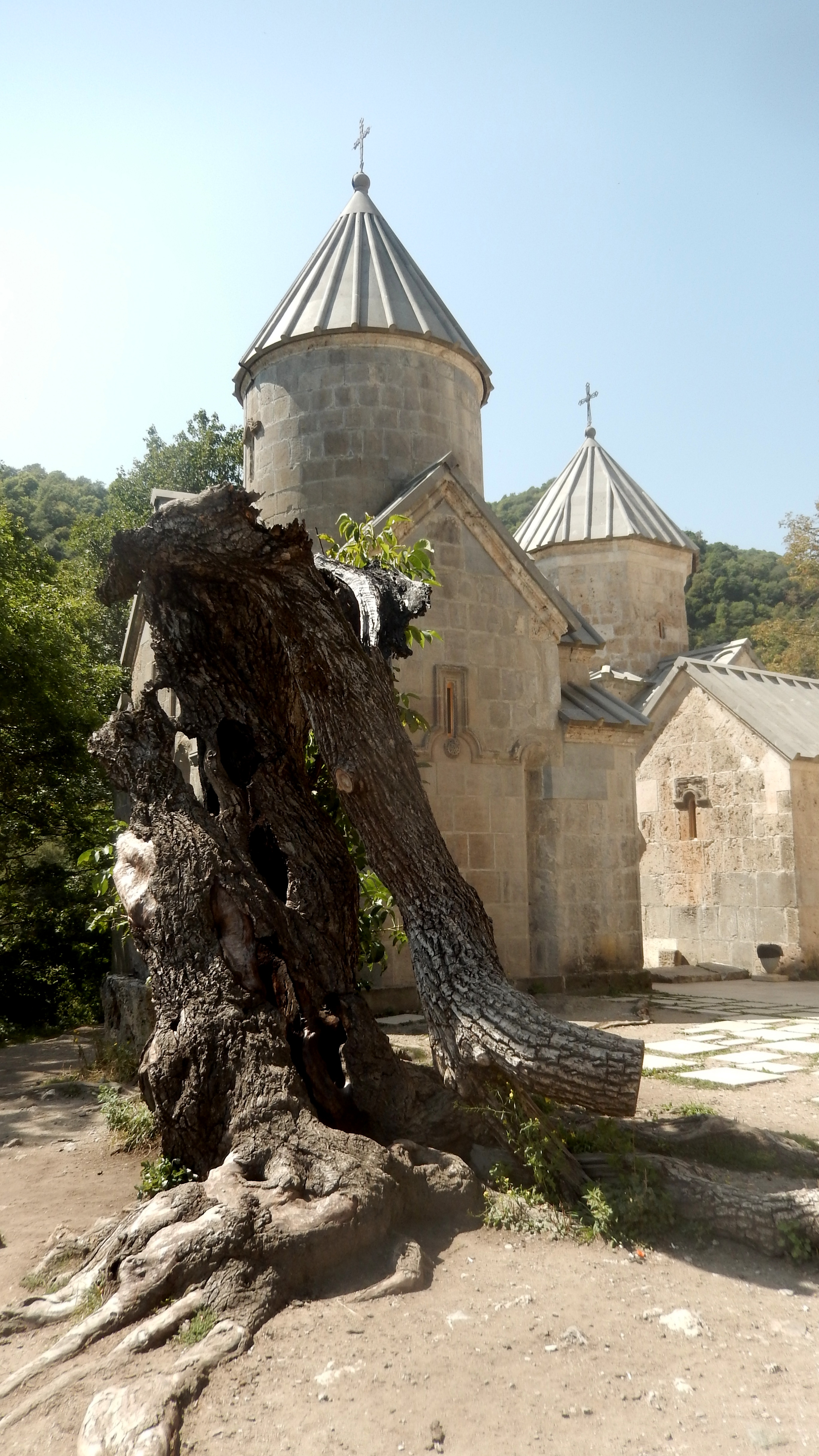
Albero di noce del XIII secolo, distrutto da un fulmine nel 2013
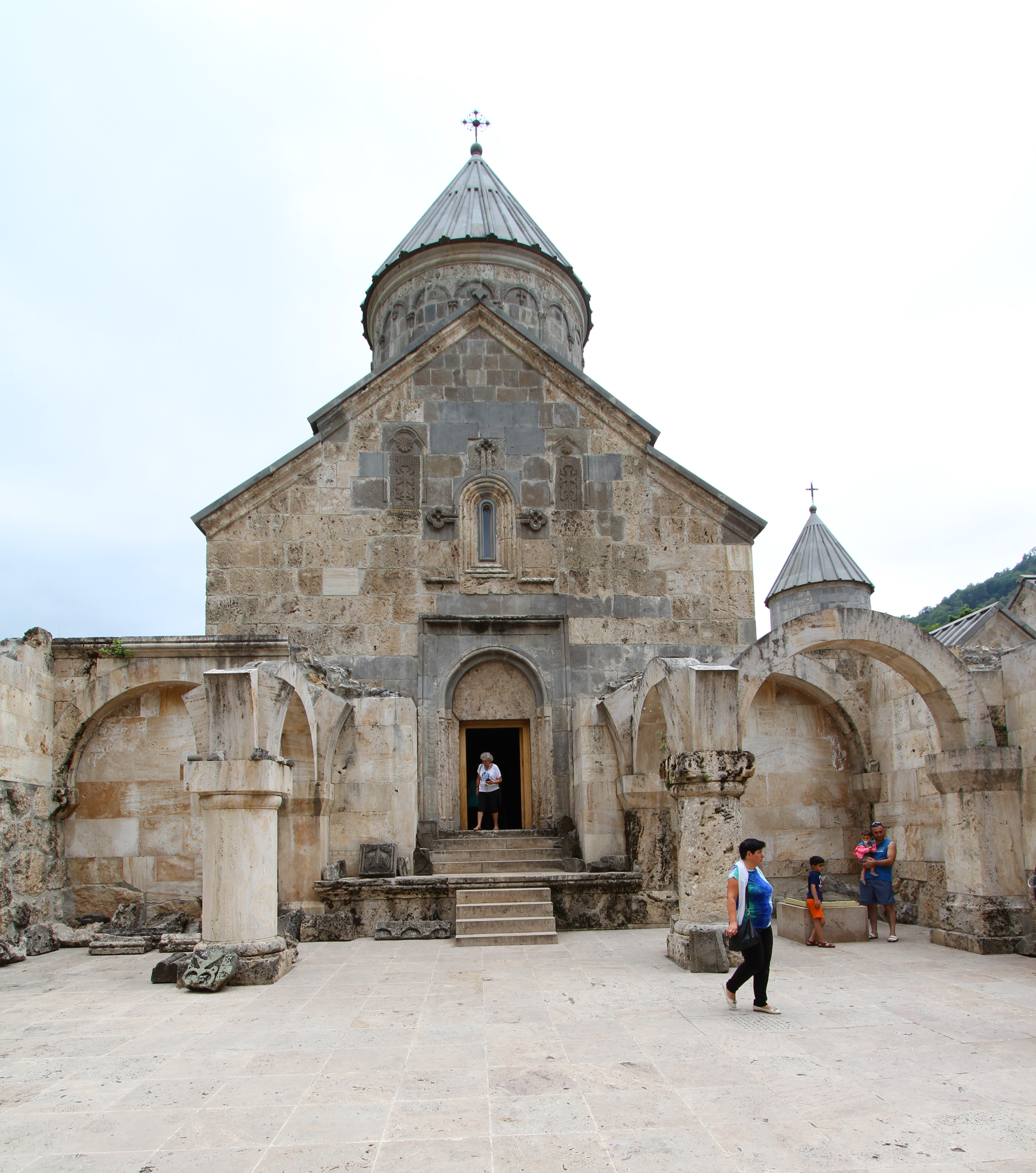
Chiesa della Santa Vergine
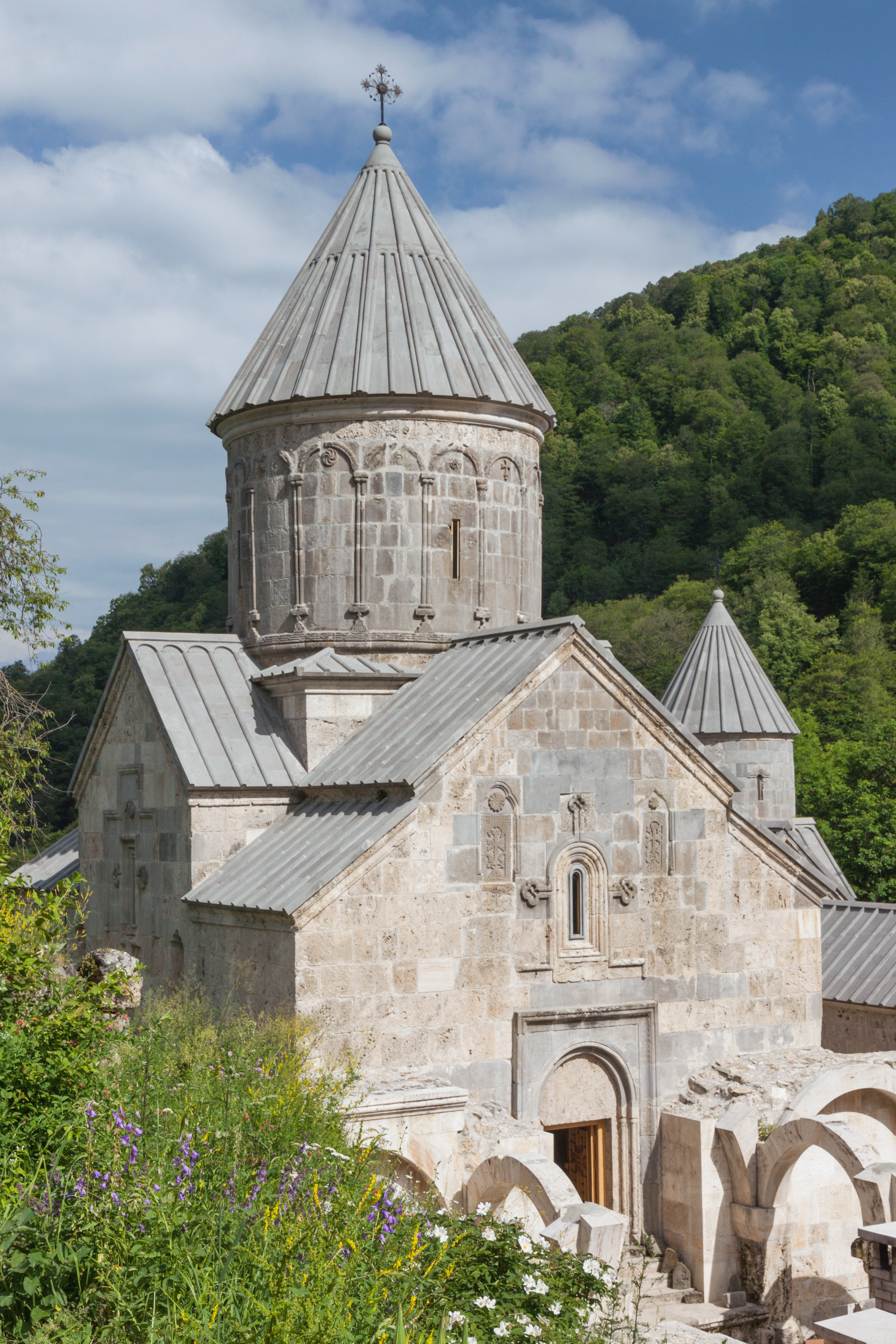
Chiesa della Santa Vergine
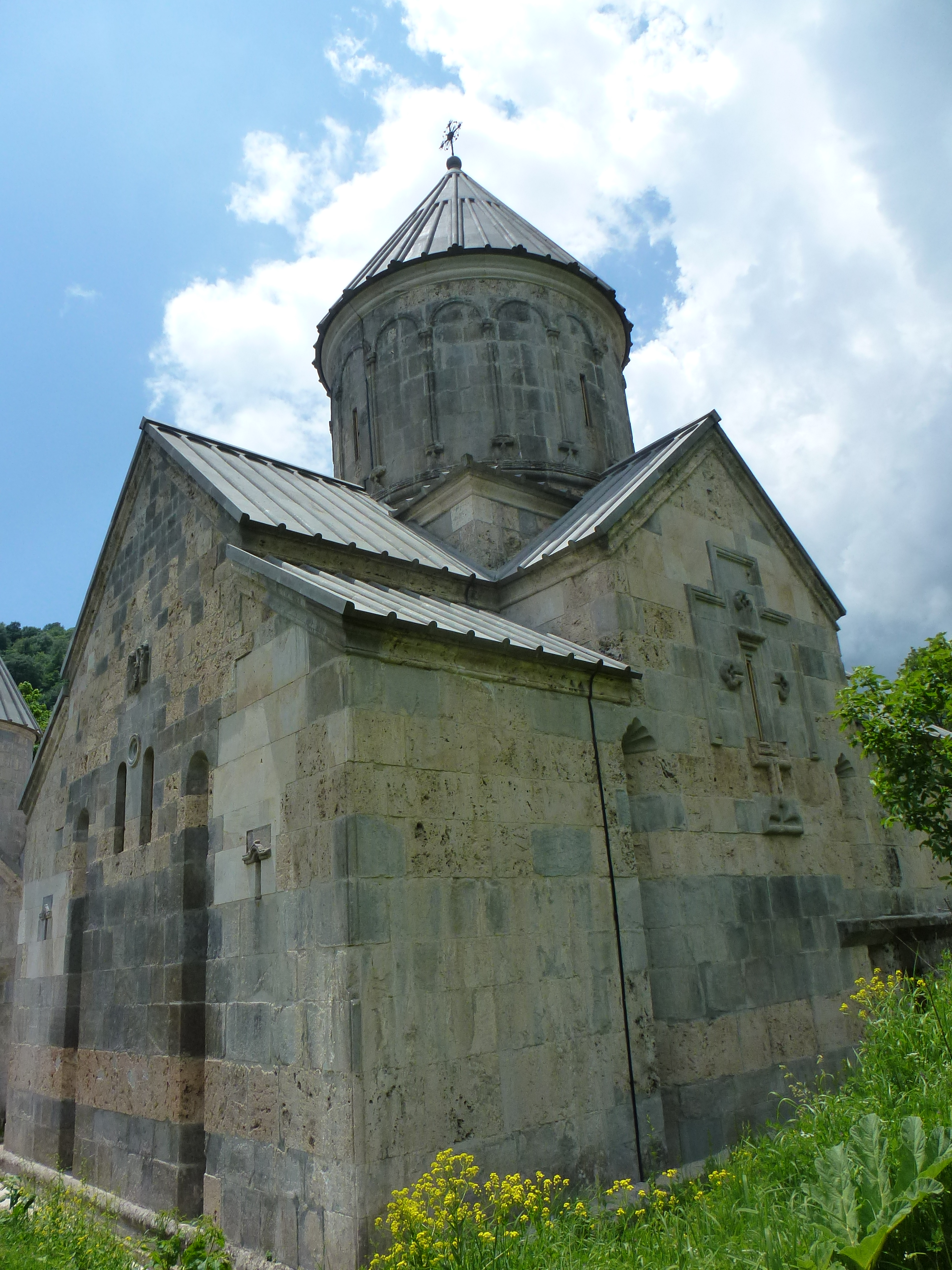
Chiesa della Santa Vergine
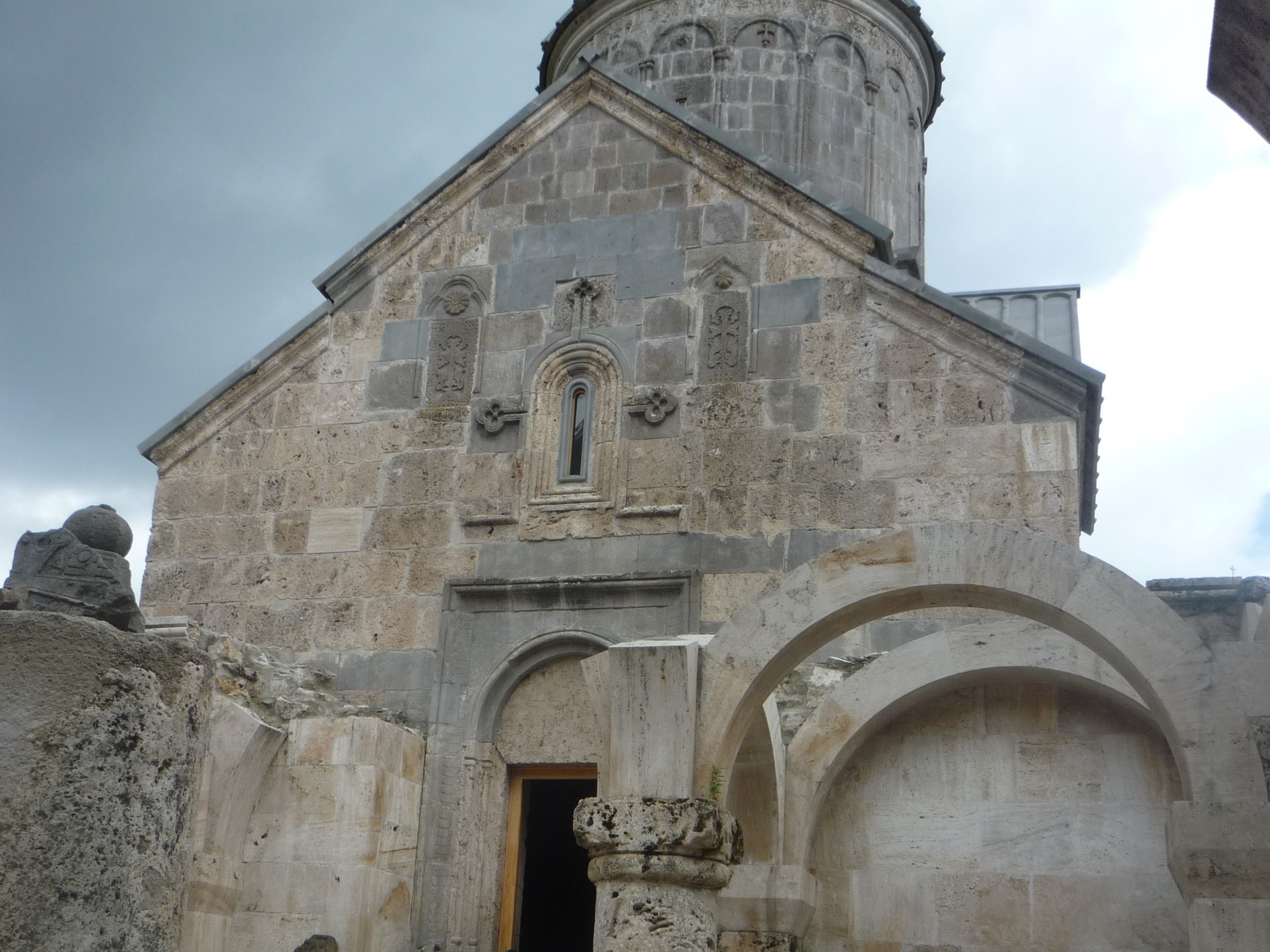
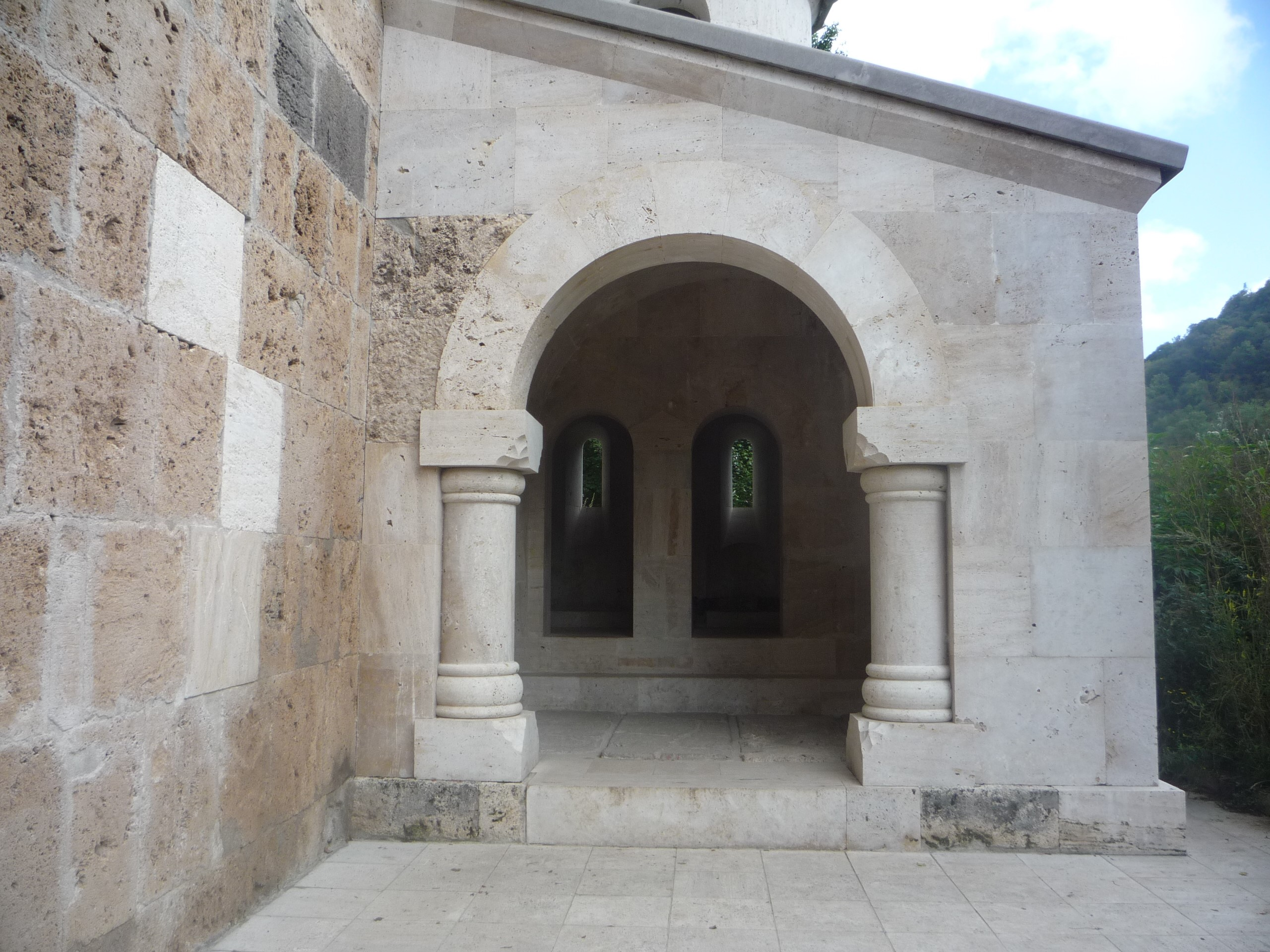
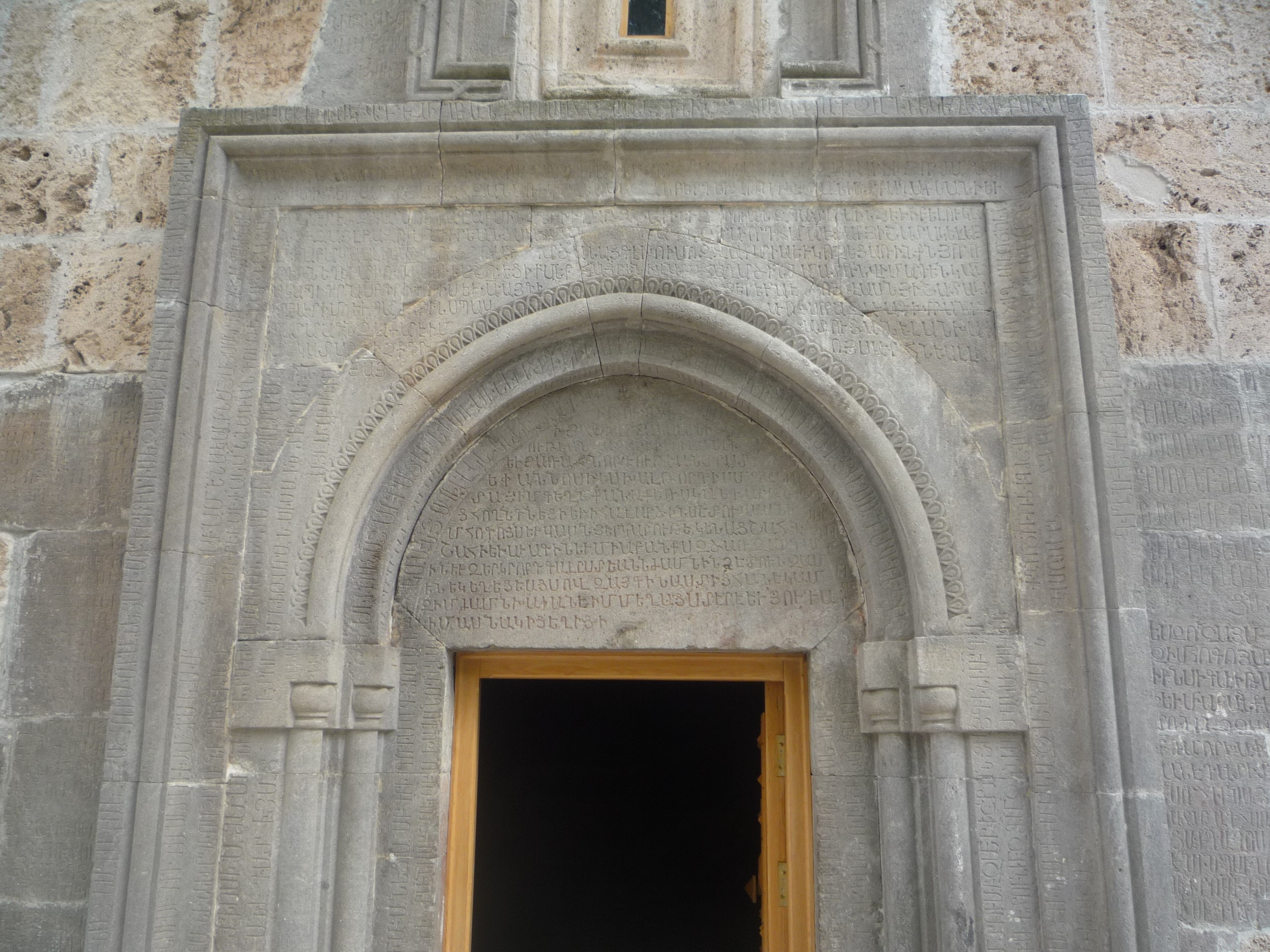
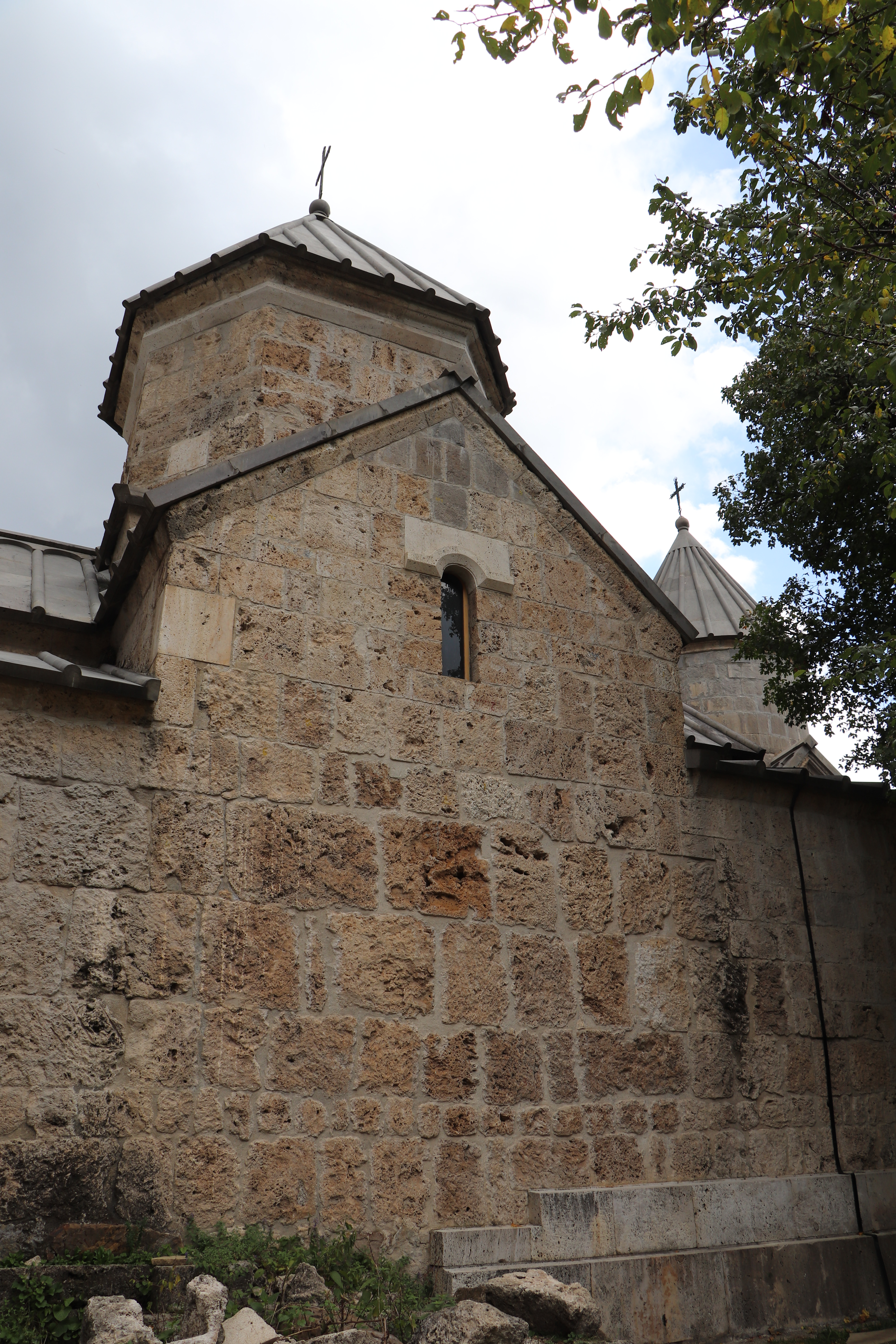
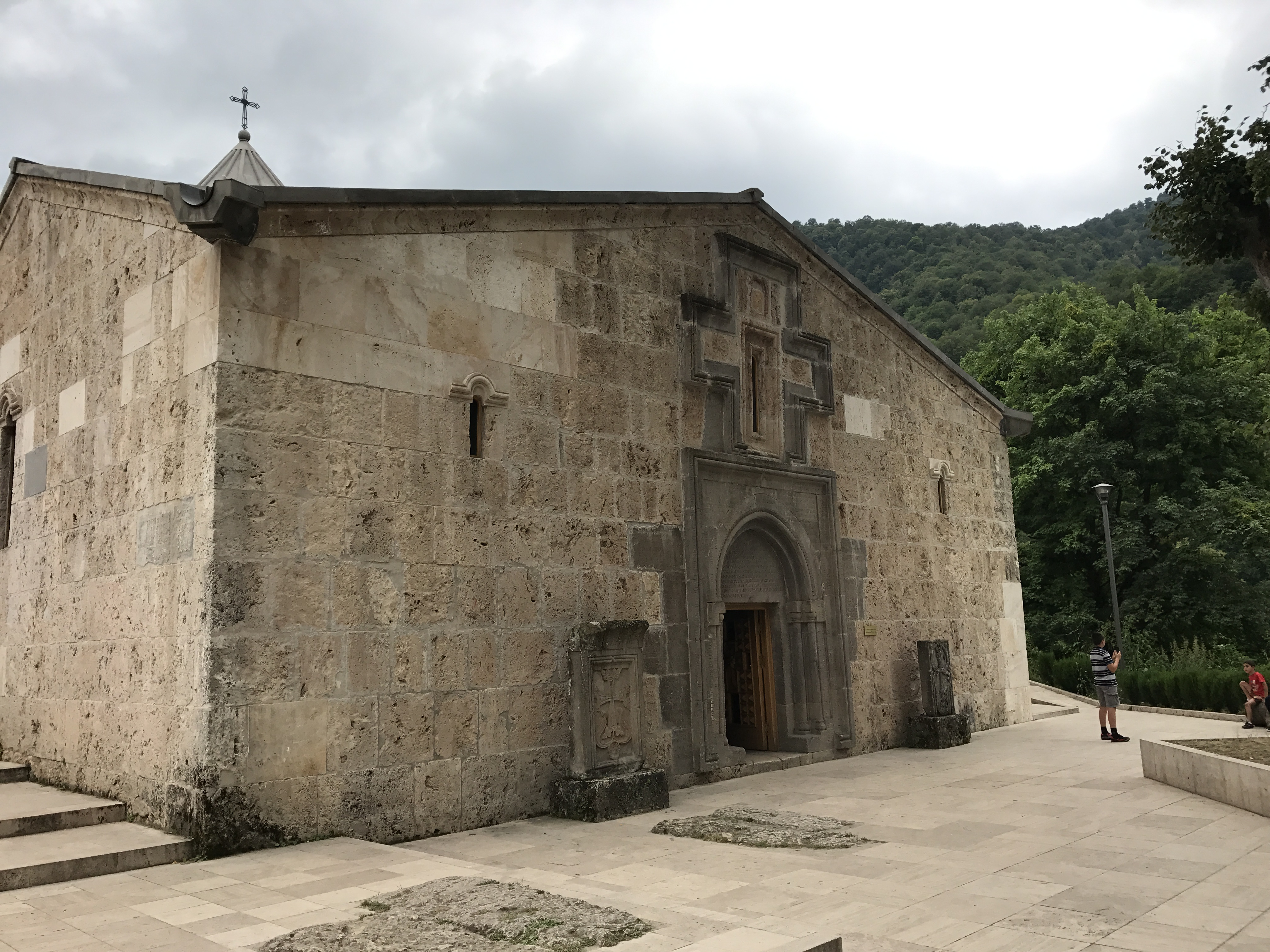
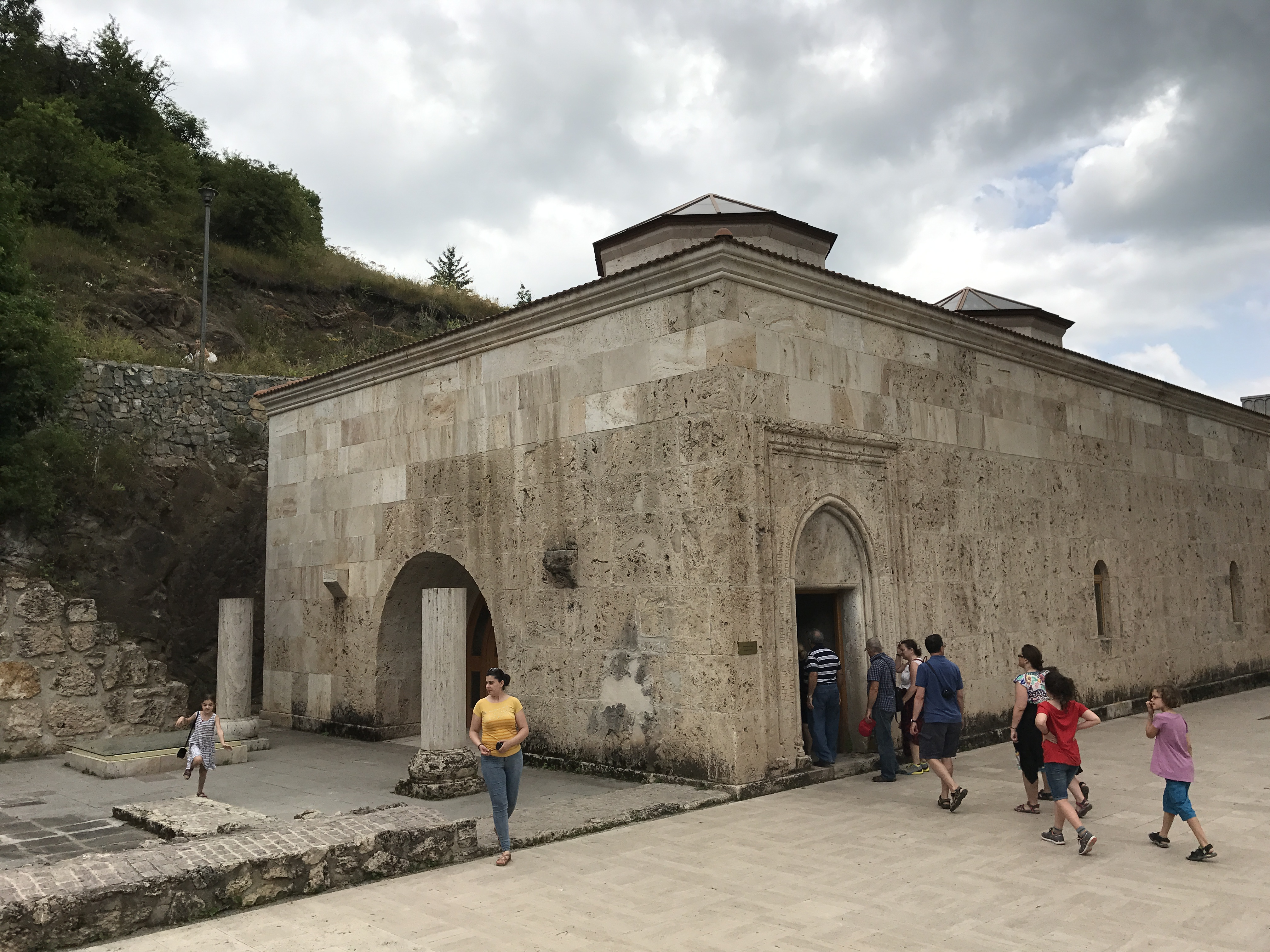
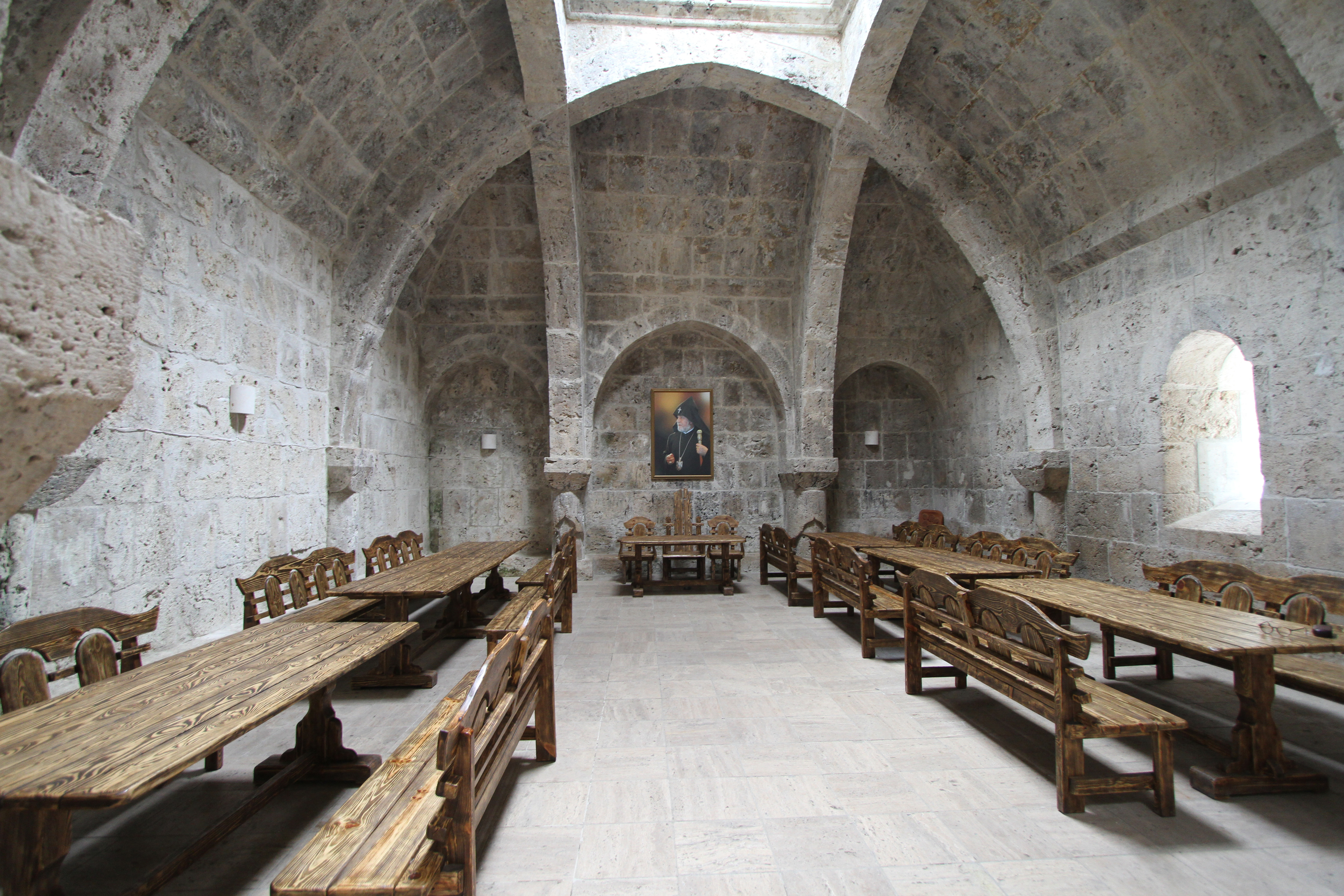
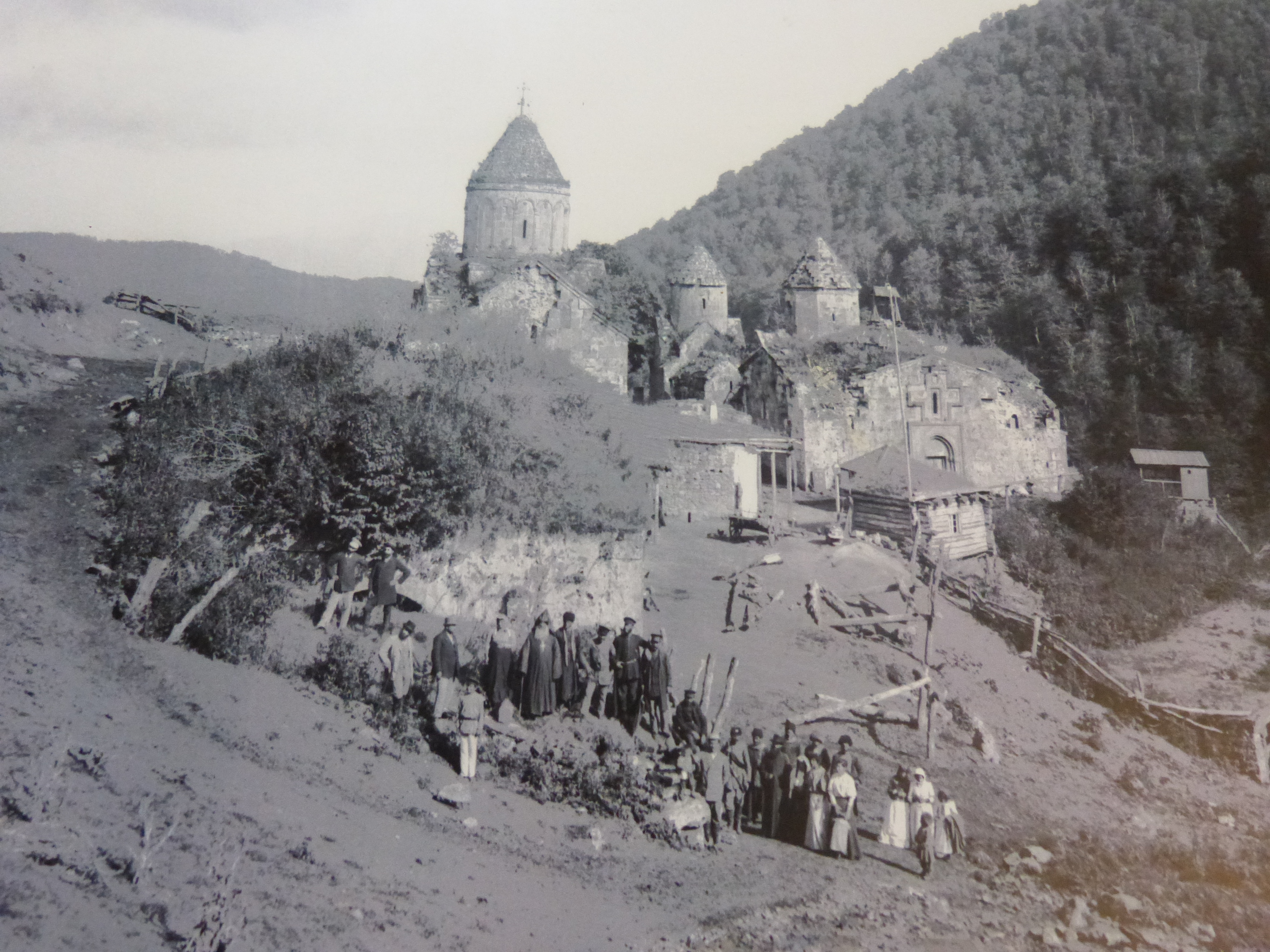
Monastero di Haghartsin
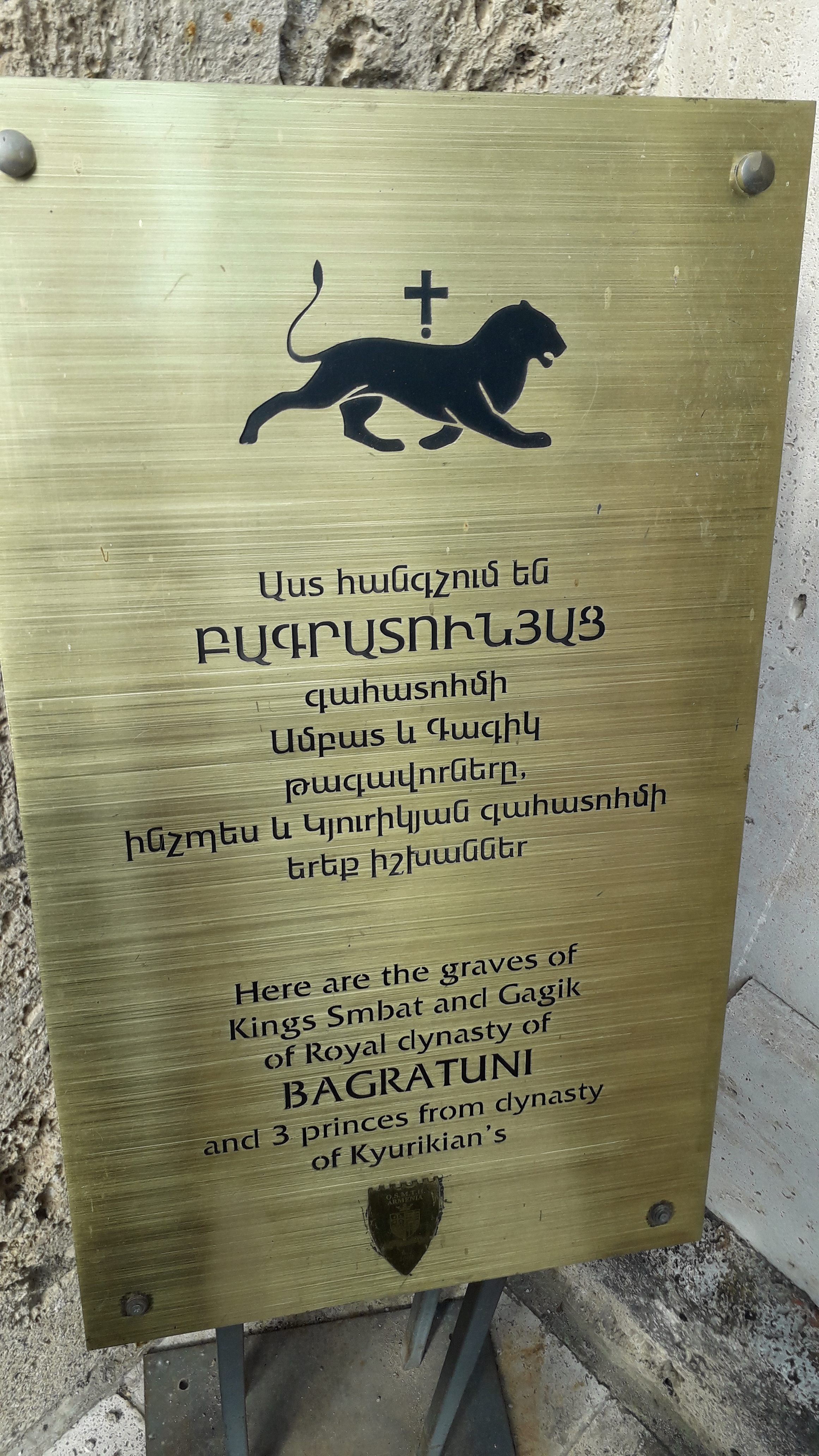
Iscrizione sulla lapide, che recita: "Qui giacciono i re Smbat e Gagik della dinastia reale dei Bagratidi, insieme a tre principi della dinastia Kiurikian".